# بریتنی گاستینو
بریتنی گاستینو (انگلیسی: Brittny Gastineau؛ زادهٔ ۱۱ نوامبر ۱۹۸۲) مدل، ستاره اهل ایالات متحده آمریکا است.
از فیلم‌ها یا برنامه‌های تلویزیونی که وی در آن نقش داشته‌است می‌توان به برونو اشاره کرد.